# Ivan Sotirov
Ivan Sotirov (en búlgaro: Иван Сотиров; Plovdiv, Bulgaria; 14 de marzo de 1935 – 24 de abril de 2025) fue un futbolista búlgaro que jugó en la posición de delantero.

## Equipos
| Periodo   | Club               | Apariciones | Goles |
| --------- | ------------------ | ----------- | ----- |
| 1954–1955 | FC Spartak Plovdiv | 17          | 4     |
| 1955–1965 | PFC Botev Plovdiv  | 228         | 86    |

## Logros

### Club
- Copa de Bulgaria (1): 1962

### Individual
- Goleador de la A PFG en 1960/61 (20 goles).